# Didymocarpus purpureobracteatus
Didymocarpus purpureobracteatus är en tvåhjärtbladig växtart som beskrevs av William Wright Smith. Didymocarpus purpureobracteatus ingår i släktet Didymocarpus och familjen Gesneriaceae. Inga underarter finns listade i Catalogue of Life.